# Imre Kertész
Imre Kertész, madžarski pisatelj in prevajalec, nobelovec, * 9. november 1929, Budimpešta, † 31. marec 2016, Budimpešta.
Rodil se je v judovski družini. Leta 1944 so ga deportirali v Auschwitz, potem v Buchenwald, od koder se je leta 1945 vrnil domov. Od leta 1948 je deloval kot novinar. To službo je izgubil leta 1951 in dve leti delal kot fizični delavec v železni industriji.
Od leta 1955 je pisal kratka dela. Trinajst let je pisal svoj prvi roman Brezusodnost (Sorstalanság), 1975 ga je izdal. V slovenščino ga je prevedel Jože Hradil. Komunistična kritika je pogosto napadala Kertésza, predvsem zaradi njegovega antikomunizma. V svojih romanih se ukvarja s totalitarizmi – ne le s fašizmom, temveč tudi s komunizmom.
V 1990-ih letih je emigriral v Nemčijo. Leta 2002 je kot prvi madžarski pisatelj prejel Nobelovo nagrado za književnost.